# Веласко Майдана, Хосе Мария
Хосе Мария Веласко Майдана (исп. José María Velasco Maidana; 4 июля 1896, Сукре, Боливия — 2 декабря 1989, Хьюстон, США) — боливийский композитор, кинорежиссёр
, кинопродюсер, актёр, художник, танцор, дирижёр и музыкальный педагог.
Один из родоначальников боливийского кино.

## Биография
Изучал композицию и дирижирование в консерватории Фонтонва в Буэнос-Айресе. Затем работал преподавателем истории музыки в консерватории в Ла-Пасе. Там же в 1939 году основал первый симфонический оркестр и первую балетную группу в Боливии. Работал дирижёром в ряде стран Латинской Америки, США и Европы. С 1950 года — композитор-фрилансер в Хьюстоне, штат Техас.
Веласко Майдана знаменит в Боливии не столько как кинорежиссёр эпохи немого кино, сколько как композитор. Представитель индихенизма в музыке.
Известен своими балетами и симфоническими произведениями, некоторые из которых основаны на национальных мотивах, боливийской музыке, оригинальном фольклоре, а также снятыми кинофильмами.
Автор оперы и балетов, трёх симфонических поэм и других оркестровых произведений, сочинял камерную музыку и песни.
Дебютировал в киноиндустрии в самом начале боливийского игрового кино. Его первый фильм «Индийский рассвет» («La Profecía del Lago»), снятый в 1925 году, повествовал о любви индейца аймара и дочери белого землевладельца; за свою социальную критику лента была подвергнута цензуре и не допущена до экранов. Веласко Майдана основал собственную продюсерскую компанию Urania Films, на которой снял следующие два фильма, «Вара Вара» (1930) и «Хасия ла Глория» (1931). Экранизация местного театрального хита о любви индианки и конкистадора «Вара Вара» — не только единственный боливийский фильм эпохи немого кино, сохранившийся до наших дней, но и лучший боливийский художественный фильм немой эпохи и самый известный фильм Веласко Майдана. Он также снял несколько короткометражных документальных фильмов, прежде чем вернуться к музыке.

## Награды
- Большая медаль Берлинской выставки 1938 года.